# Сергеев, Владимир Николаевич (дипломат)
Влади́мир Никола́евич Серге́ев (род. 31 мая 1952) — российский дипломат. Чрезвычайный и полномочный посол (2016).

## Биография

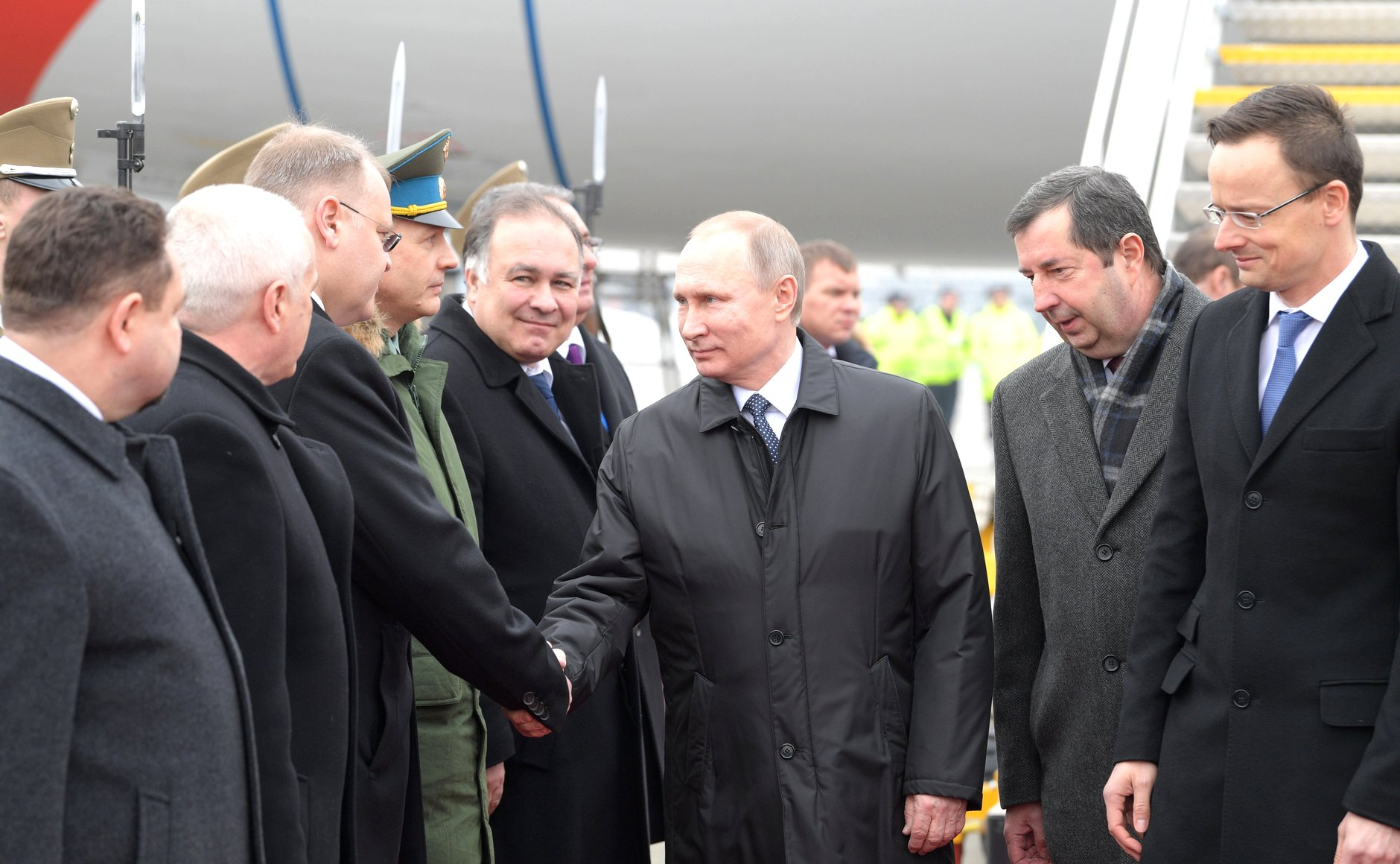
Владимир Сергеев (2-й справа) с президентом России Владимиром Путиным и министром иностранных дел Венгрии Петером Сийярто,
2017 год

В 1974 году окончил Московский государственный институт международных отношений (МГИМО) МИД СССР.
Владеет английским, румынским и французским языками.
На дипломатической работе с 1974 года, в должностях:
- В 1974—1977 годах — сотрудник Генерального консульства СССР в Констанце (Румыния).
- В 1977—1981 годах — сотрудник Посольства СССР в Румынии.
- В 1987—1993 годах — сотрудник Постоянного представительства СССР, затем России при ООН в Нью-Йорке.
- В 1997—2001 годах — старший советник Постоянного представительства России при ООН в Нью-Йорке.
- В 2004—2010 годах — заместитель постоянного представителя России при международных организациях в Вене.
- В 2010—2011 годах — заместитель директора Департамента международных организаций МИД России.
- В 2011—2014 годах — директор Департамента международных организаций МИД России.
- С 24 сентября 2014 по 18 февраля 2021 года — чрезвычайный и полномочный посол Российской Федерации в Венгрии[1][2]. По совместительству с 4 марта 2015 года по 9 апреля 2021 года представитель России в Дунайской комиссии.

## Семья
Женат.

## Награды
- Орден Дружбы (21 марта 2022) — За большой вклад в реализацию внешнеполитического курса Российской Федерации[3].
- Командор со звездой ордена Заслуг (2021, Венгрия)[4]

## Дипломатический ранг
- Чрезвычайный и полномочный посланник 2 класса (2 апреля 2003)[5]
- Чрезвычайный и полномочный посланник 1 класса (6 февраля 2009)[6]
- Чрезвычайный и полномочный посол (10 февраля 2016)[7]